# Waniewo (gromada)
Waniewo – dawna gromada, czyli najmniejsza jednostka podziału terytorialnego Polskiej Rzeczypospolitej Ludowej w latach 1954–1972.
Gromady, z gromadzkimi radami narodowymi (GRN) jako organami władzy najniższego stopnia na wsi, funkcjonowały od reformy reorganizującej administrację wiejską przeprowadzonej jesienią 1954 do momentu ich zniesienia z dniem 1 stycznia 1973, tym samym wypierając organizację gminną w latach 1954–1972.
Gromadę Waniewo z siedzibą GRN w Waniewo utworzono – jako jedną z 8759 gromad – w powiecie hajnowskim w woj. białostockim, na mocy uchwały nr 16/V WRN w Białymstoku z dnia 4 października 1954. W skład jednostki weszły obszary dotychczasowych gromad Iwanki, Odrynki, Ogrodniki, Waniewo i Cisy ze zniesionej gminy Narew w tymże powiecie. Dla gromady ustalono 11 członków gromadzkiej rady narodowej.
31 grudnia 1959 gromadę Waniewo zniesiono, włączając jej obszar do gromad Narew (wsie Waniewo, Odrynki i Cisy oraz przysiółki Paszkowszczyzna, Horodowszczyzna (Gorędy) i Bruszkowszczyzna) i Trześcianka (wsie Iwanki, Rohozy i Ogrodniki oraz przysiółek
Hoźna).